# Anton Räderscheidt

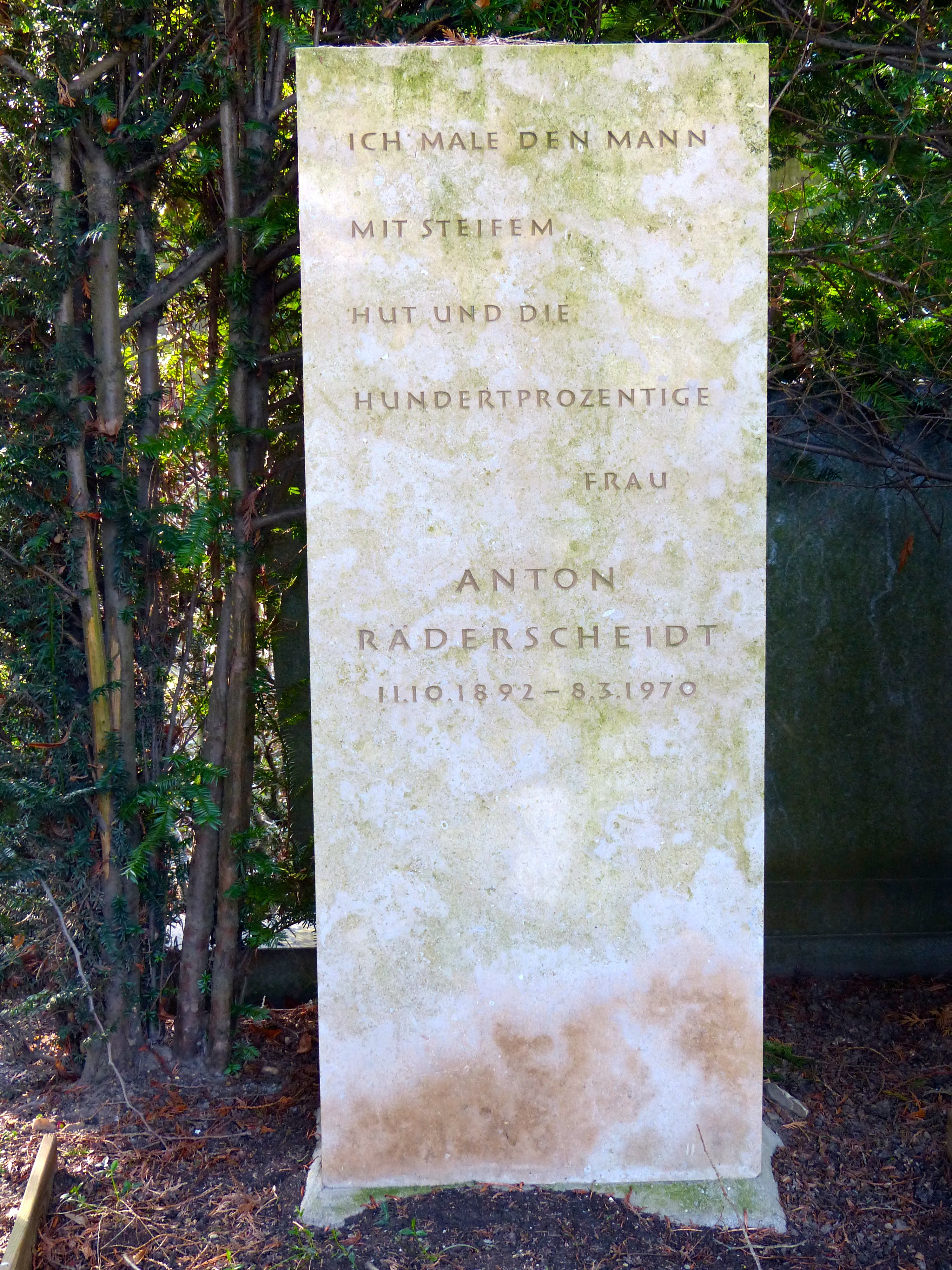
Lápida de Antonräderscheidt en el cementerio de Melaten

Anton Räderscheidt (Colonia, 11 de octubre de 1892 - ídem, 8 de marzo de 1970) fue un pintor expresionista alemán, adscrito a la Nueva Objetividad. Fue esposo de la también pintora Marta Hegemann.
Estudió en la Academia de Düsseldorf (1910-1914). Fue gravemente herido en la Primera Guerra Mundial, durante la cual luchó en Verdún. Después de la guerra regresó a Colonia, donde en 1919 cofundó el grupo de artistas Stupid con otros miembros provenientes del constructivismo y el dadaísmo. El grupo fue de corta duración, y Räderscheidt abandonó el constructivismo para evolucionar al realismo mágico. En 1925 participó en la exposición "Nueva Objetividad" (Neue Sachlichkeit), en la Kunsthalle de Mannheim.
Con la llegada al poder de los nazis su obra fue considerada como arte degenerado. Entre 1934-1935 vivió en Berlín. 
Huyó a Francia en 1936, y se estableció en París, donde su obra se volvió más colorida, curvilínea y rítmica. Fue internado por las autoridades de ocupación en 1940, pero escapó a Suiza. En 1949 volvió a Colonia y reanudó su trabajo, produciendo muchas pinturas de caballos, poco antes de la adopción de un estilo abstracto, en 1957. 
Después de sufrir un derrame cerebral en 1967, tuvo que volver a aprender de nuevo a pintar. 

## Enlaces
- Sitio
- Artículo en alemán

- Datos: Q74051